# Robert Guérin
Robert Guérin (28. juni 1876 i Frankrig – 1952) var FIFAs første præsident. Han var også manager for det franske landshold i fodbold 1904–06.